# Taiko

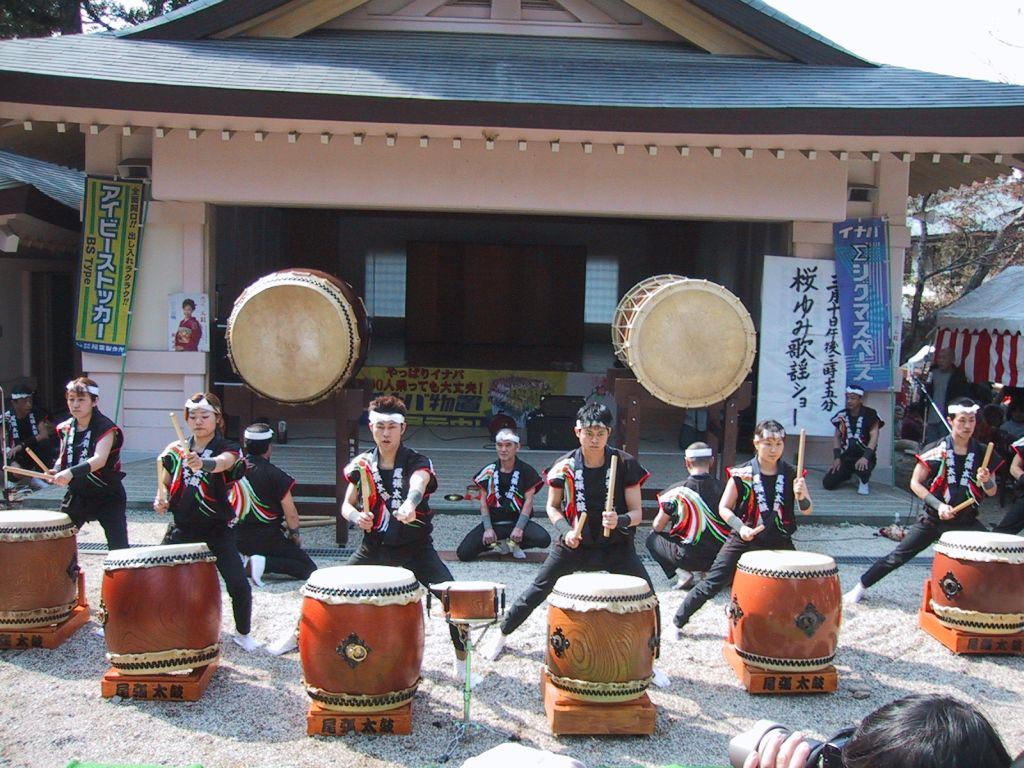
Bubeníci na taiko v prefektuře Aiči (Japonsko)

Taiko (太鼓) je slovo japonského původu a znamená doslova „tlustý buben“. Používá se pro označení tradičních japonských bubnů a také pro označení stylu hry na tyto bubny. Popularita hry na bubny taiko v současnosti v Japonsku narůstá a i ve světě se taiko dostávají do čím dál větší obliby.[zdroj⁠?!]
Jednotliví hráči a mnoho hudebních uskupení v Japonsku vystupují na různých tradičních slavnostech (Macuri). Taiko se v dnešní době[kdy?] vyvinulo i do moderní koncertní podoby, pořádají se tedy i velmi sofistikovaná představení profesionálních skupin (Kodo, Ondekoza, Yamato).